# Schloss Peterhof

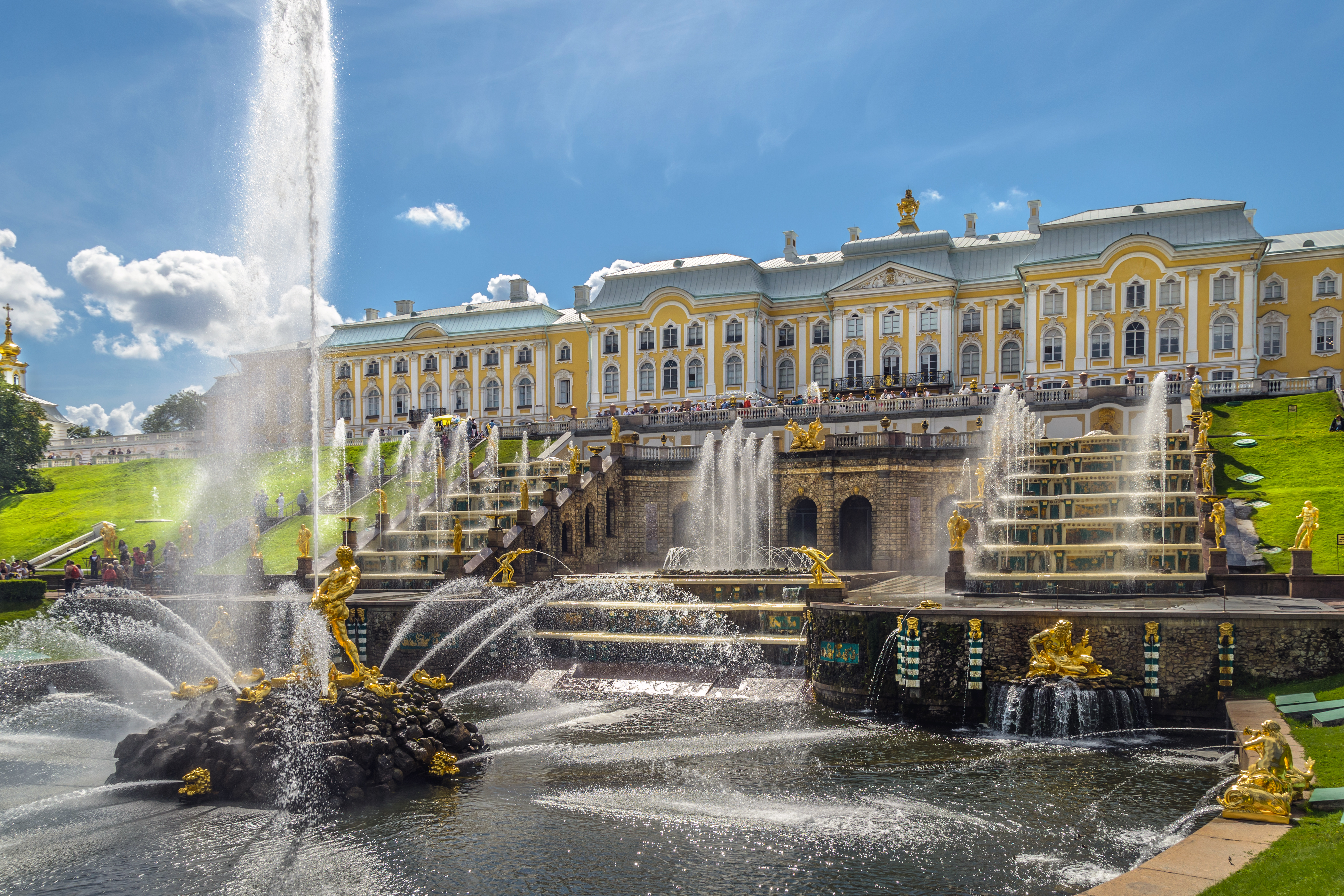
Schloss Peterhof mit Großer Kaskade

Das Schloss Peterhof (russisch Большой петергофский дворец Bolschoi Petergofski Dworez, deutsch ‚Großes Peterhofer Schloss‘, früher auch russisch Петродворец Petrodworez, deutsch ‚Peterhof‘) ist eine ehemalige Sommerresidenz der russischen Zaren am Finnischen Meerbusen in Peterhof, etwa 25 km westlich von Sankt Petersburg.
Die Anlage entstand anlässlich des russischen Sieges im Großen Nordischen Krieg nach dem architektonischen Vorbild von Schloss Versailles und nach eigenhändigen Entwürfen Peters des Großen. Schloss und Park wurden in mehreren Abschnitten von 1715 bis 1755 nach Plänen von Johann Friedrich Braunstein, Jean-Baptiste Alexandre Le Blond, Nicola Michetti und Bartolomeo Francesco Rastrelli im Stil des Barocks erbaut.
Im Zweiten Weltkrieg wurde Peterhof zerstört und danach von sowjetischen Restauratoren wiederaufgebaut. Das auch „russisches Versailles“ genannte Ensemble gehört seit 1990 zum UNESCO-Welterbe und seit 2008 zu den Sieben Wundern Russlands.

## Geschichte

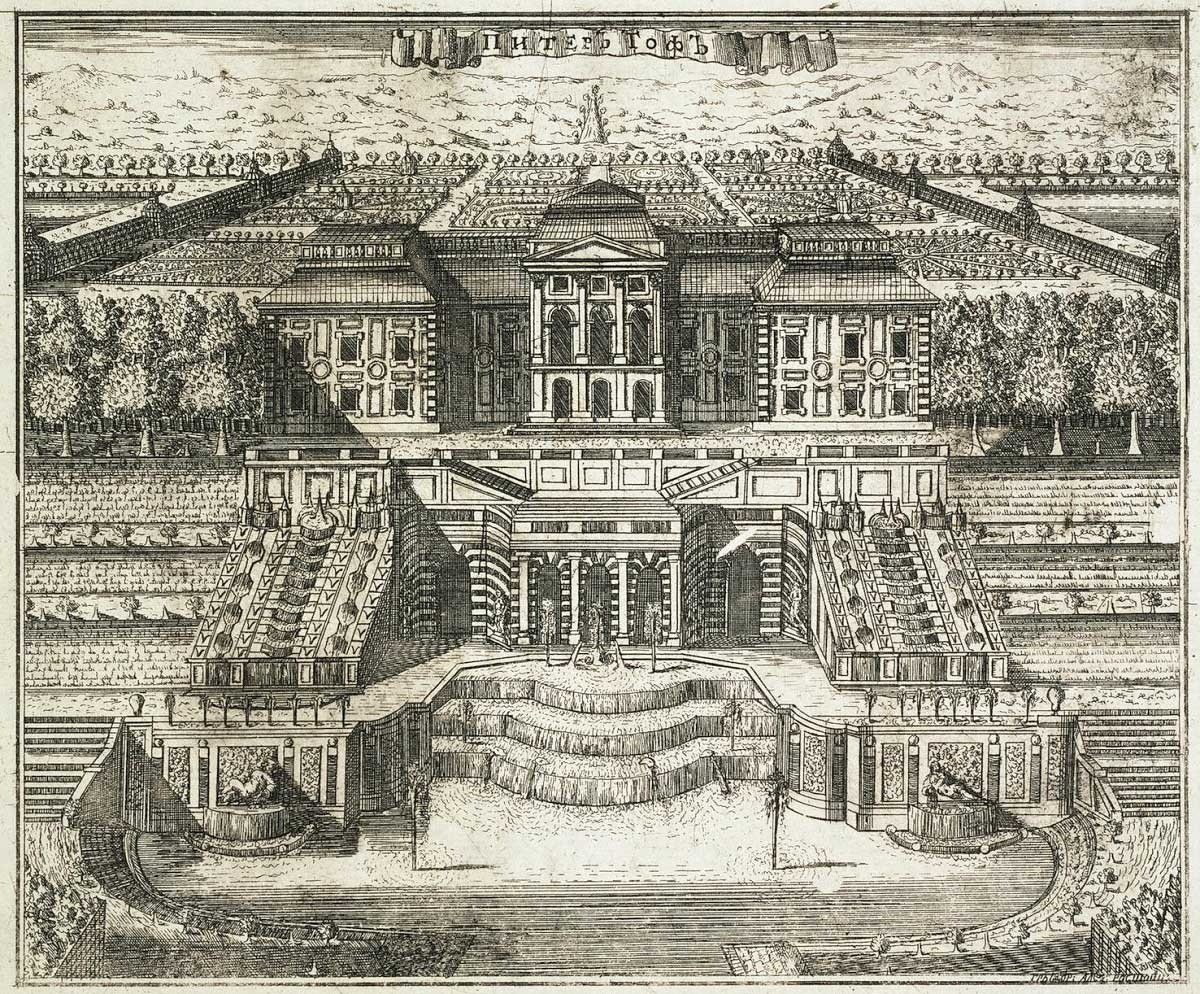
Schloss Peterhof vor der Erweiterung von 1732

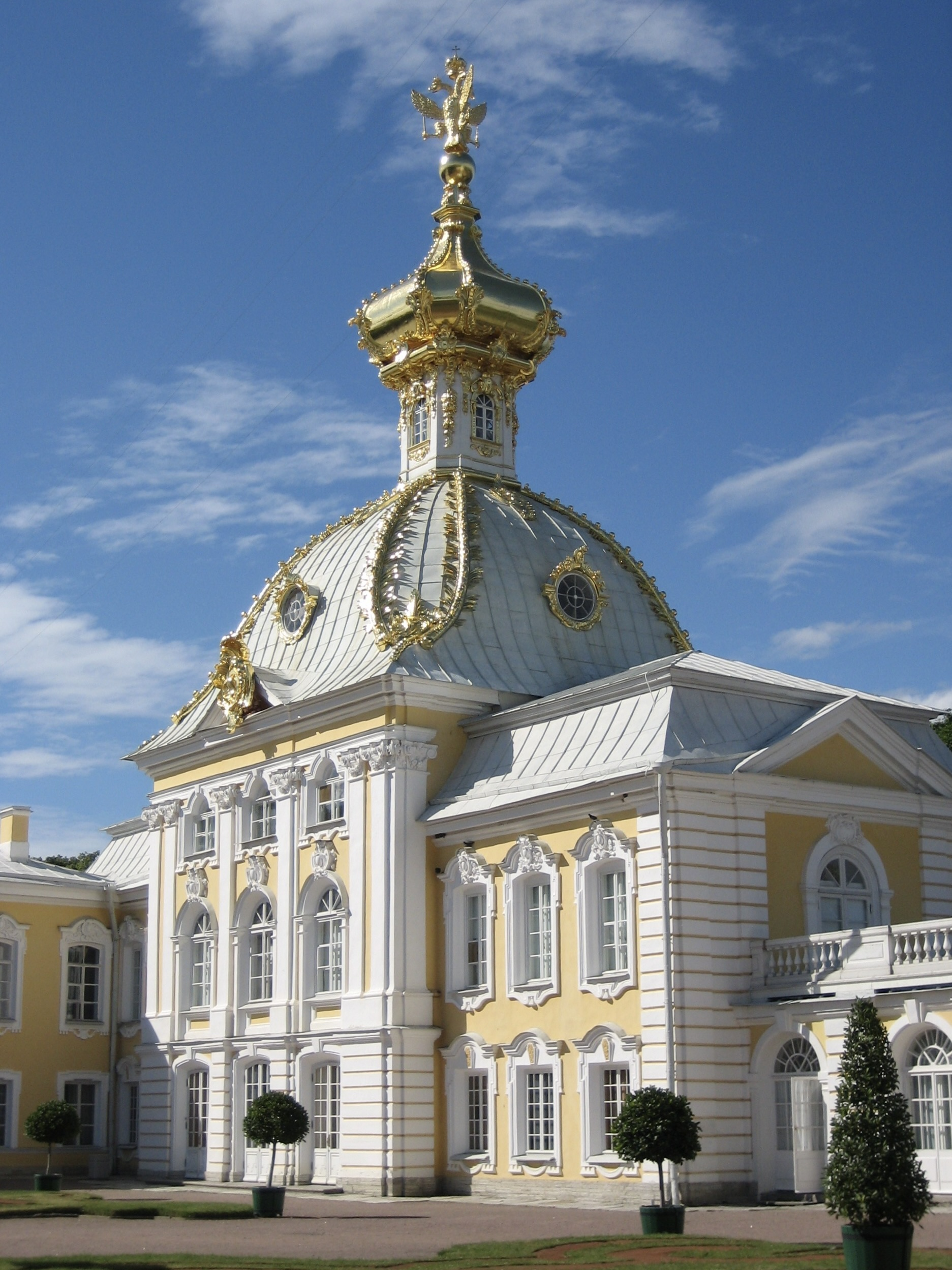
Pavillon am Ende des Ostflügel des Palasts mit der Hofkirche vor der Restauration im Jahre 2003

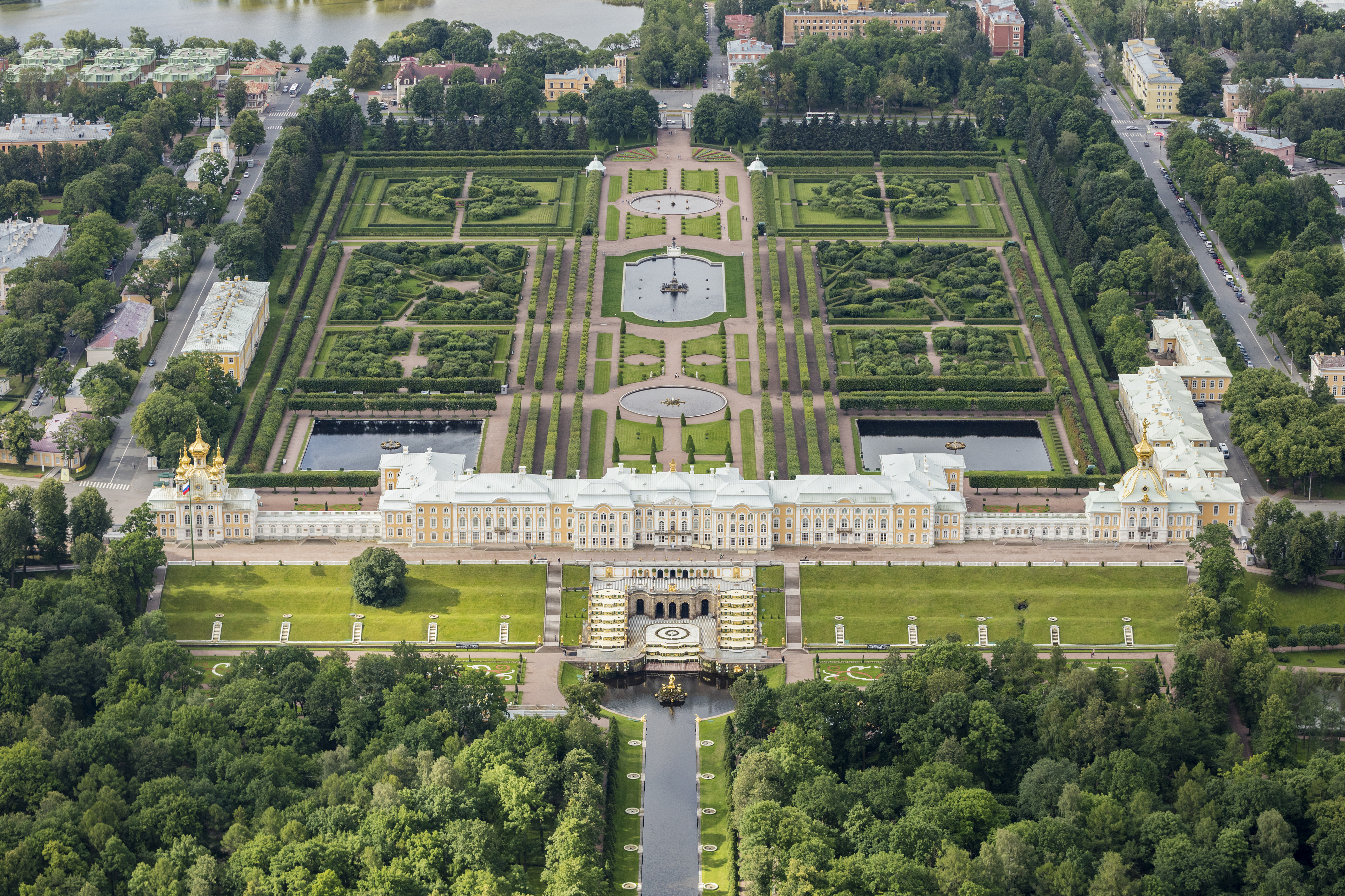
Luftbild von Schloss Peterhof mit Oberem und Unterem Garten. Blick nach Süden

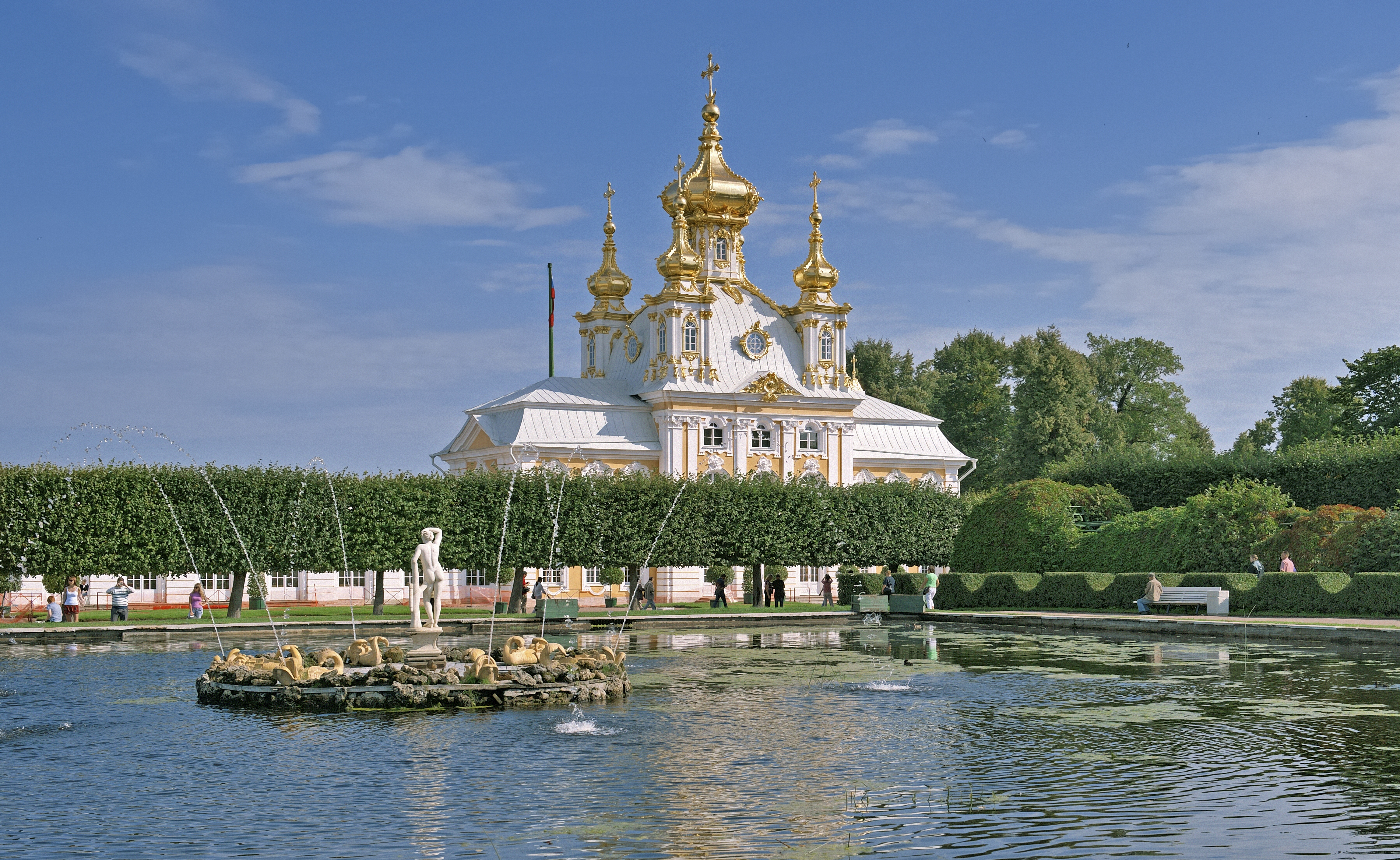
Pavillon mit Hofkirche am Ende des Ostflügels mit den ursprünglichen Ecktürmen, die 2003 wieder aufgebaut wurden

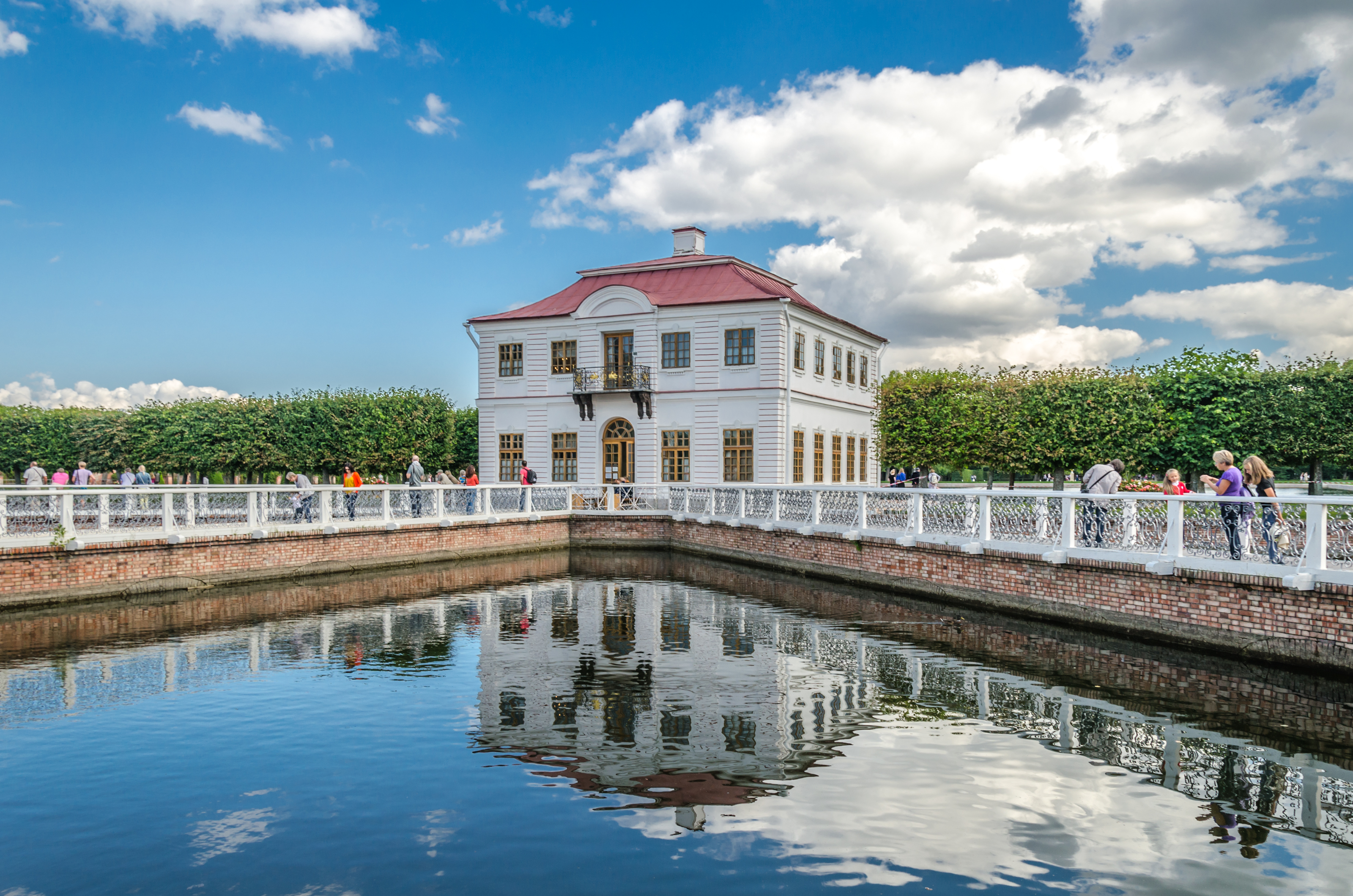
Lustschloss Marly

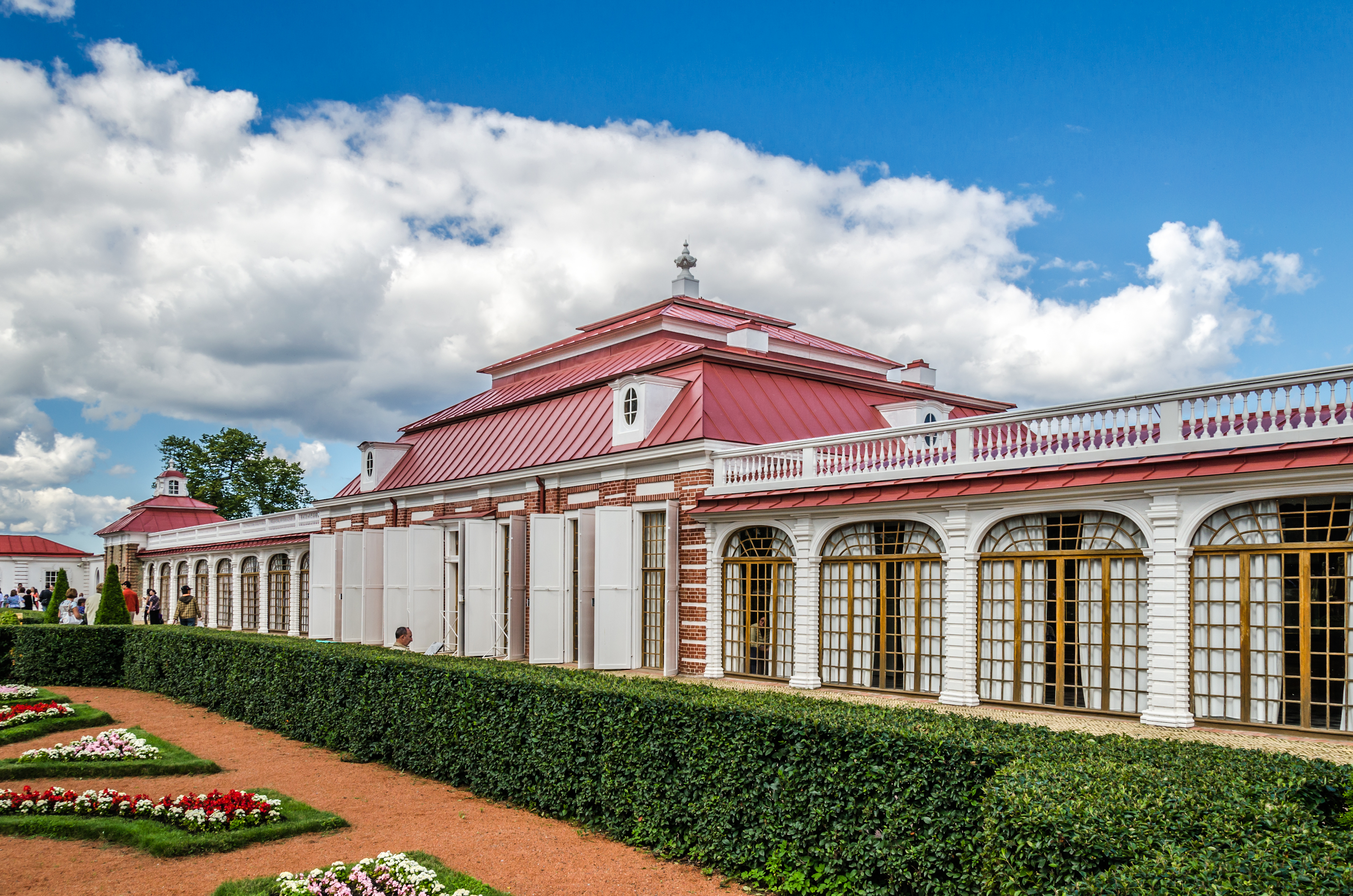
Lustschloss Monplaisir

Kurz nach der Gründung seiner neuen Hauptstadt Sankt Petersburg ließ sich Peter I. hier an der Südküste des Finnischen Meerbusens ein kleines Landhaus bauen, in dem er auf dem Weg von und zur Festung Kronstadt häufig Rast machte.
Nach dem Sieg über die Schweden in der Schlacht bei Poltawa 1709 beschloss der Zar, sich eine zeitgemäße Residenz errichten zu lassen, die zum Symbol der neuen Großmacht Russland werden sollte. 1714 begannen die Planungen für das neue Schloss, an denen Peter, der sich auf einer langen Reise durch Europa bereits mit verschiedenen Handwerkskünsten beschäftigt hatte, aktiv mitwirkte und bei denen er sich von Andreas Schlüter und dessen Schüler Johann Friedrich Braunstein beraten ließ.
Im August 1723 wurde Peterhof eingeweiht. Die Bauarbeiten an dem großen, aber schlichten Schloss waren zu diesem Zeitpunkt noch nicht abgeschlossen. Neben dem eigentlichen Schloss waren die Goldene Kaskade und große Teile des Unteren Parks angelegt, der 400 Meter lange Kanal zur Ostsee gegraben und die Arbeiten an den Lustschlössern Monplaisir und Marly, einer Reminiszenz an das Schloss Marly-le-Roi von Ludwig XIV., weitgehend abgeschlossen. Nach der Einweihung nutzte Peter I. den Barockpalast als Sommerresidenz, während er die anderen Jahreszeiten hauptsächlich im Winterpalast verbrachte.
Nach dem Tod Peters I. 1725 stand das Schloss einige Jahre leer. Erst 1730 ließ Zarin Anna die Arbeiten am Schloss wieder aufnehmen. Unter Zarin Elisabeth wurden an den Großen Palast, der bis dahin nur so breit wie die vorgelagerte Kaskade war, von Bartolomeo Francesco Rastrelli die kurzen Seitenflügel angebaut, das Hauptgebäude verlängert und aufgestockt und an den Enden des Baukörpers Pavillons errichtet, von denen der östliche die Schlosskirche und der westliche das Gästehaus aufnahm. Diese Arbeiten dauerten von 1747 bis 1752 und gaben dem 268 Meter langen, gelb getünchten und mit weißen Elementen verzierten Bau sein heutiges Aussehen. Katharina die Große nahm noch einige Verschönerungen vor. Bis weit ins 19. Jahrhundert hinein bauten die russischen Zaren an der Residenz, die sie in unregelmäßigen Abständen immer wieder bewohnten. Im Schloss befinden sich sowohl prunkvolle Paradezimmer wie der Goldene Saal, der Thronsaal und das imposante Treppenhaus als auch intimere Wohnräume der russischen Herrscherfamilie, wie das Schlafzimmer Peters des Großen. Die Anlage wurde bis ins 19. Jahrhundert mit Landschaftsparks ergänzt.
Im Zweiten Weltkrieg wurde Peterhof von den deutschen Besatzern weitgehend geplündert und zerstört. Ende Juni 1941 versuchten Museumsmitarbeiter, die meisten Kunstschätze zu evakuieren. Manche wurden nach Leningrad gebracht, andere gingen auf dem Transport verloren. Schloss Peterhof wurde ab dem 23. September 1941 besetzt. Als am Abend ein sowjetisches Geschoss einschlug, fing der Palast Feuer.
Während der Besetzung des Schlosses begann die Leningrader Blockade, bei der zwischen 800.000 und 1,5 Millionen Menschen starben. Die deutsche Wehrmacht baute das zerstörte Schloss Peterhof zu einem Stützpunkt um, zog Panzergräben durch die Parkanlage, legte Minen und verlegte Stacheldraht. Es sollte ein planmäßig organisierter Kunstraub erfolgen, doch diverse andere Truppenteile hatten bereits viele Kunstobjekte geraubt. Erst am 19. Januar 1944, nach dem Ende der Blockade von Leningrad, zog die Wehrmacht aus Peterhof ab.
Unmittelbar nach dem Kriegsende begannen die Aufräumarbeiten, und bereits im Sommer 1945 wurden Teile des Unteren Gartens nach dessen Rekonstruktion wieder für die Besucher zugänglich gemacht. Die Museumsleitung beschloss, zunächst die Große Kaskade wieder aufzubauen. Die Hälfte der Figuren hatte den Krieg überstanden, große Skulpturen waren im Park vergraben. Adam und Eva wurden gefunden, die zentrale Figur des Samson ist bis heute verschollen. Sie wurde durch eine Nachbildung ersetzt. Der Nürnberger Neptunbrunnen von 1667, den Zar Paul I. der Stadt abgekauft hatte, wurde von der Wehrmacht geraubt, nach Nürnberg gebracht und nach dem Krieg zurückgegeben.
Die Hofkirche im Ostflügel erhielt zunächst nur die Mittelkuppel ohne die Ecktürme, die auch Rastrelli im 18. Jahrhundert nicht vorgesehen hatte und die erst auf Wunsch Elisabeths angefügt wurden. Erst im Rahmen der 500-Jahr-Feier der Stadtgründung St. Petersburgs im Jahr 2003 wurden die vier Ecktürme ergänzt.
Die Restaurierungsmaßnahmen am Schloss ziehen sich über viele Jahre hin und waren 2014 noch nicht abgeschlossen. Zum einen mussten die zerstörten Kunstwerke mühsam rekonstruiert werden, zum anderen fehlten dafür immer wieder die finanziellen Mittel. Viele Kunstschätze gelten bis heute als verschollen.
Der Palast und seine Gärten, Parkschlösser und Wasserspiele stellen heute eines der wichtigsten Ziele für den Tourismus in Russland dar.

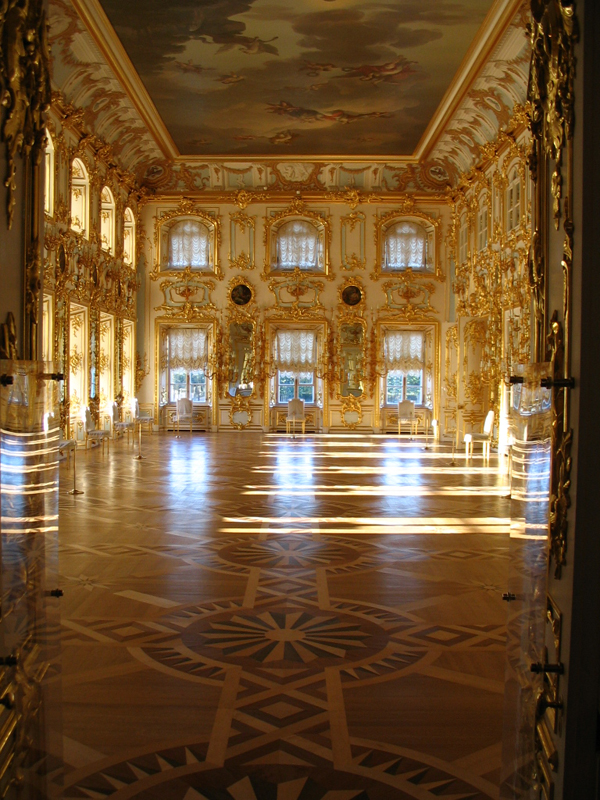
Ballsaal
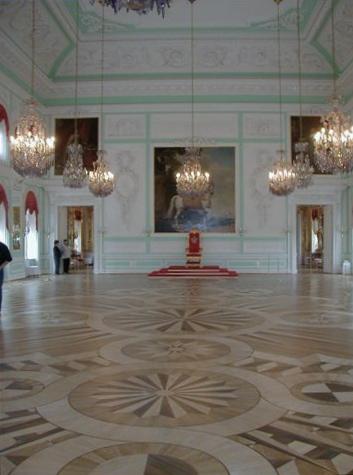
Thronsaal
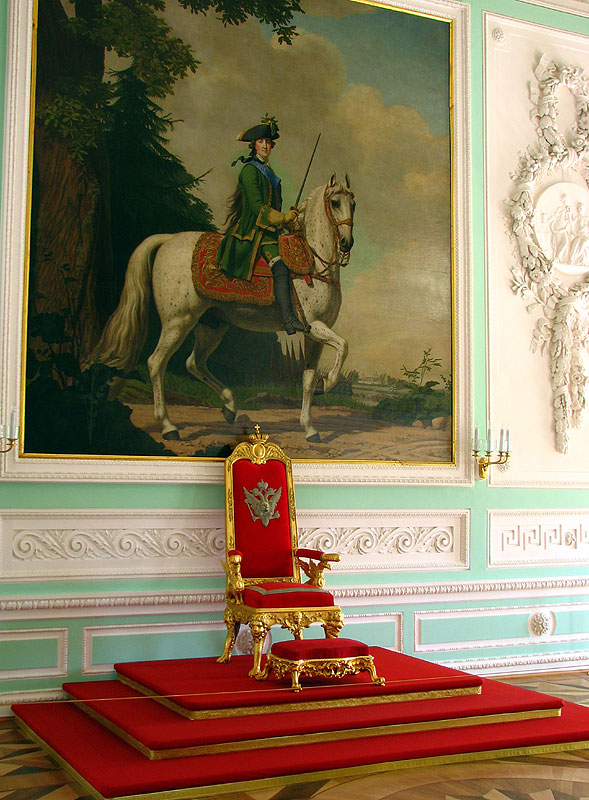
Thron
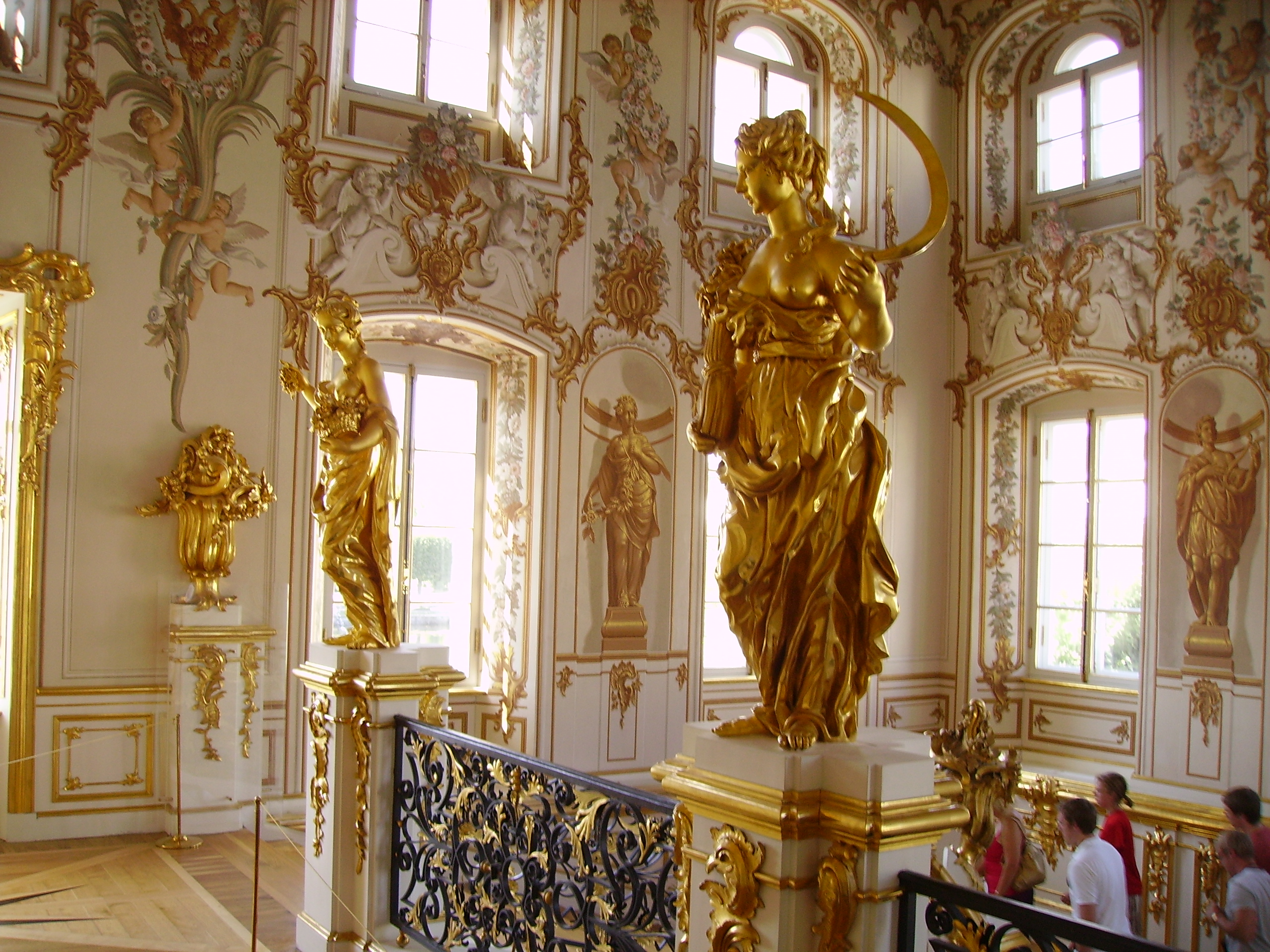
Treppenaufgang
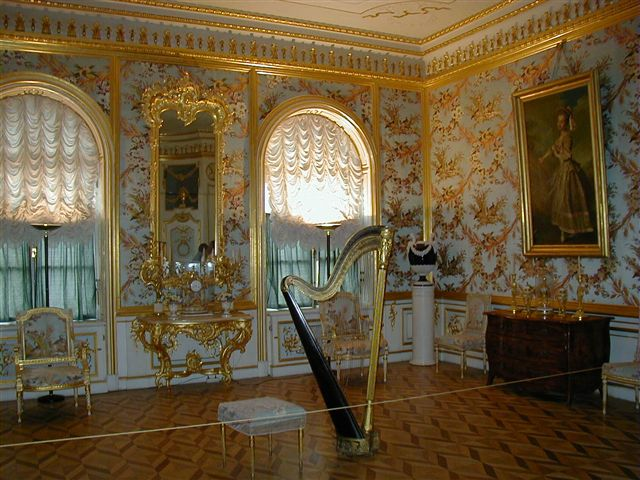
Musikzimmer

## Garten- und Parkanlagen

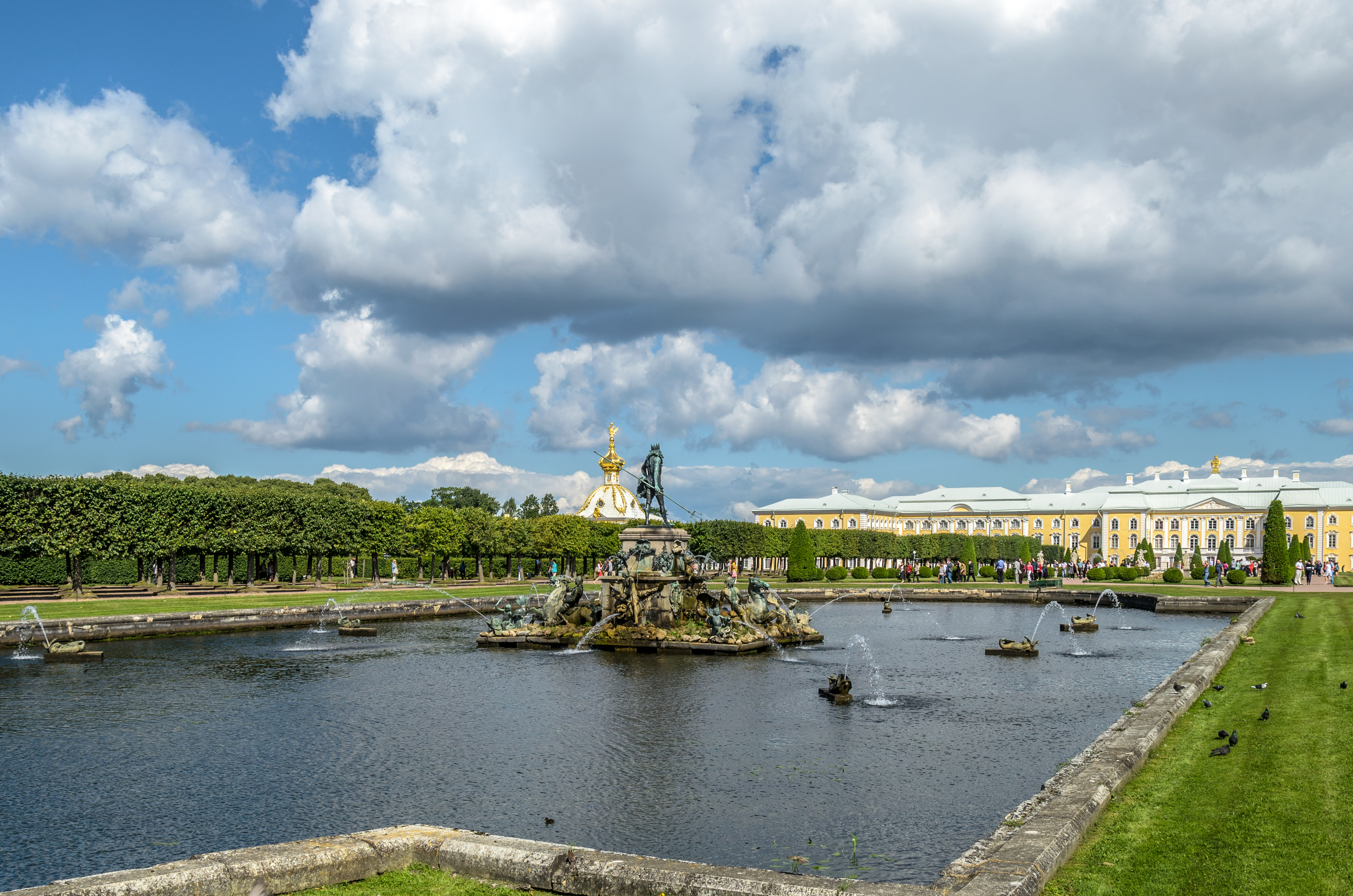
Neptunbrunnen im Oberen Schlossgarten

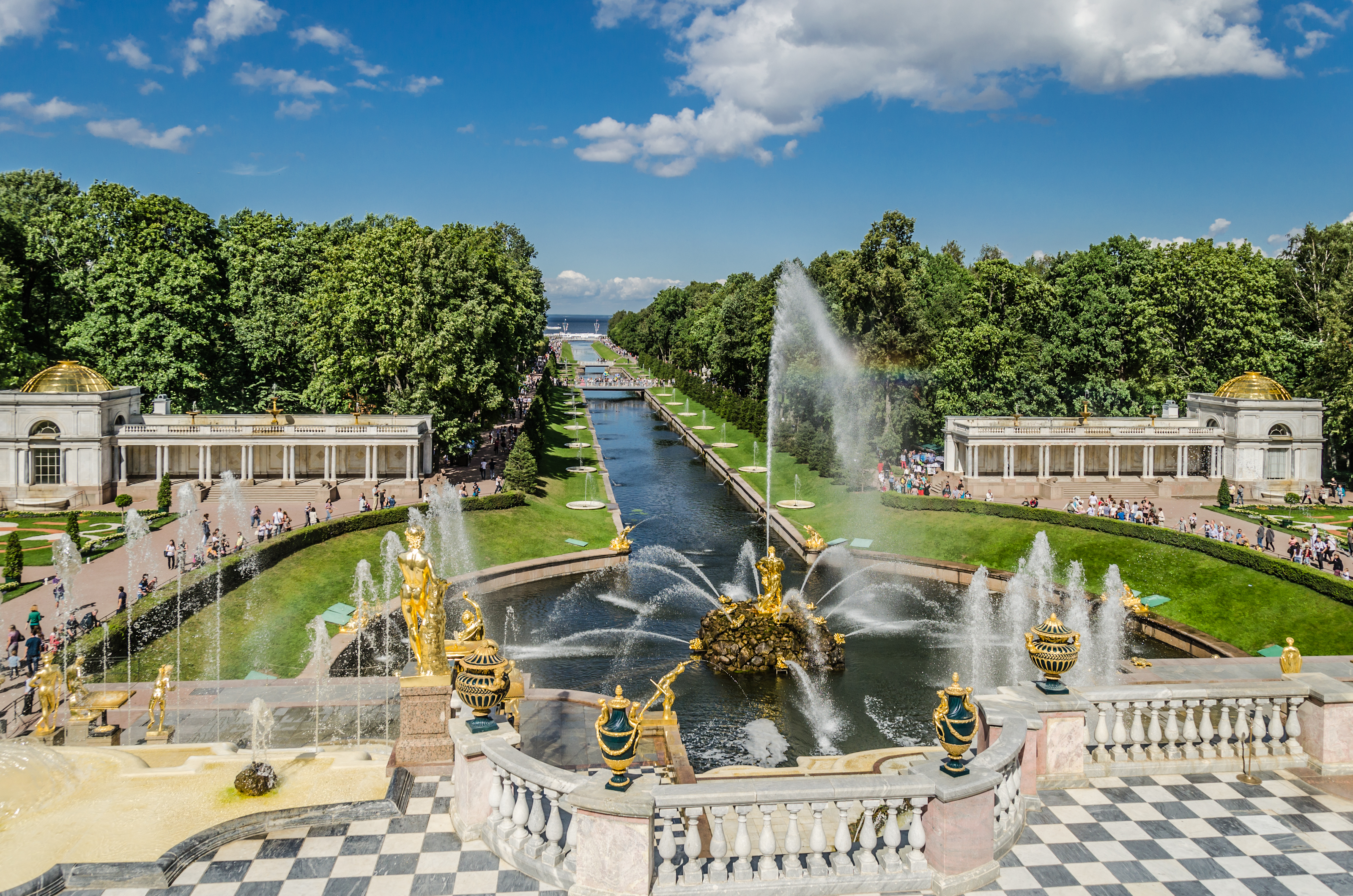
Samsonbrunnen im Unteren Schlossgarten

### Schlossgarten
Der Schlossgarten von Peterhof gliedert sich in den Unteren Garten, der von der Goldenen Kaskade und dem Kanal zur Ostsee dominiert wird, und den Oberen Garten vor der Schlossfassade. Die gesamte Gartenanlage ist geprägt von den originellen Wasserspielen mit 176 Fontänen, die über ein von Wassili Tuwolkow ausgeklügeltes unterirdisches Rohrsystem aus 25 km entfernten Quellen gespeist werden und ausschließlich durch das natürliche Gefälle funktionieren. Im Oberen Garten befindet sich auch der barocke Neptunbrunnen aus Nürnberg, von dem eine Kopie in Nürnberg steht.
Der mit Bosketten, gestutzten Büschen und alten Bäumen, Rasenflächen, großen Bassins und vergoldeten Statuen und Vasen dekorierte Obere Garten entspricht einem typisch französischen Barockpark. Den Unteren Garten, der auch viele der Parkbauten beherbergt, schmücken vor der Anhöhe des Palastes kunstvolle Broderieparterres. Auch er ist durch schattige Boskette gegliedert und mit zahlreichen Wasserspielen geschmückt. Das Bildprogramm der dargestellten Szenen ist auf Peter I. ausgerichtet. So versinnbildlicht beispielsweise der Samsonbrunnen von 1734 vor dem Großen Palast den Sieg bei Poltawa über Schweden (1709). Hier wird Peter als biblischer Held dargestellt, der dem schwedischen Löwen das Maul aufreißt und ihn besiegt.
Der Untere Garten wurde durch Katharina die Große beträchtlich vergrößert. Sie ließ den ursprünglich barocken Park um einen großen Landschaftsgarten erweitern.
Die Gartenanlage wurde 2017 mit dem Europäischen Gartenpreis in der Kategorie „Beste Restaurierung oder Weiterentwicklung eines historischen Parks oder Gartens“ ausgezeichnet.
Der Film Magische Gärten – Peterhof von Emmanuel Descombes zeigt den Palast, den Park nach einem animierten Parkplan und seine Wasserkunst im Sommer 2016. Verantwortliche der dortigen Museen werden interviewt.

### Landschaftsparks
Im Osten schließt sich an den Unteren Garten der malerische Landschaftspark Alexandria an. Im Auftrag Nikolaus’ I. fertigte der preußische Architekt Karl Friedrich Schinkel Entwürfe für die neogotische Alexander-Newski-Kapelle, die zwischen 1831 und 1833 von Adam Menelaws begonnen und nach dessen Tod 1831 von Josef Charlemagne ausgeführt wurde.
Die Leuchttürme Peterhof sind zwei Richtfeuerlinien in den Parkanlagen.